# Ibrahim Ferrer

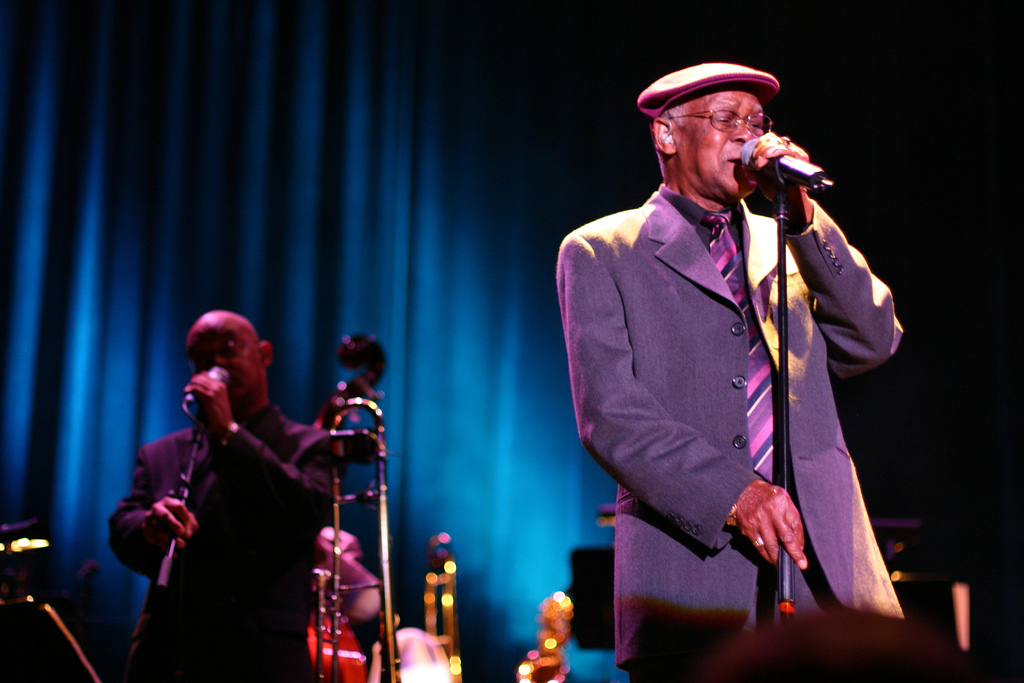
Ibrahim Ferrer

Ibrahim Ferrer (ur. 20 lutego 1927 w San Luis, zm. 6 sierpnia 2005 w Hawanie) – kubański muzyk i wokalista.
Już od 12. roku życia, po śmierci matki, zarabiał śpiewając na ulicach. Rok później wraz z kuzynem założył swój pierwszy zespół muzyczny. Od 1953 roku śpiewał w grupie wraz z Pacho Alonso. W 1959 roku grupa przeniosła się do Hawany i odtąd nazywała się Los Bocucos.
Międzynarodową sławę zyskał Ibrahim Ferrer dopiero dzięki płycie Buena Vista Social Club nagranej wraz z Ryem Cooderem w 1997 roku oraz filmowi pod tym samym tytułem w reżyserii Wima Wendersa, który powstał w 1999 roku. W tym samym roku ukazał się też jego pierwszy solowy album.